# Central Autônoma de Trabalhadores
Central Autônoma de Trabalhadores (CAT) är Brasiliens äldsta fackliga centralorganisation. CAT bildades i början av 1980-talet och är anslutet till IFS.